# Weenderveld
Weenderveld is een streek in de gemeente Westerwolde in de provincie Groningen. De streek ligt ten westen van Weende, tussen het Mussel-Aa-kanaal en de N976.
Het gebied was tot in de jaren twintig van de twintigste eeuw woeste grond. Als eerste project van de N.V. Vereenigde Groninger Gemeenten werd het in het kader van de werkverschaffing ontgonnen. Tegenwoordig is het een open landbouwlandschap. Tijdens de ontginning van de veengebieden in het kader van de werkverschaffing kwam het in 1925 tot een staking onder leiding van het 'Comité van Tewerkgestelden' bijgenaamd "het Heidebloempje."
Hoewel de bebouwing verspreid staat door het hele gebied wordt Weenderveld door de gemeente gezien als een van de kernen van de gemeente.